# Syen Toula
Syen Toula, o anche Syentoula, è un comune rurale del Mali facente parte del circondario di Bougouni, nella regione di Sikasso.